# Juan González de la Pezuela y Ceballos

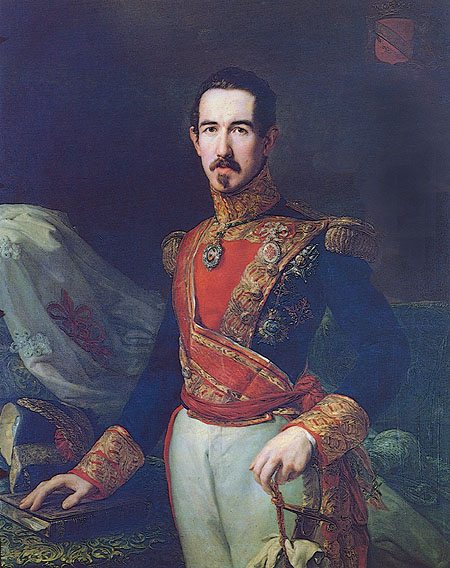
Juan González de la Pezuela y Ceballos.

Juan González de la Pezuela y Ceballos, greve av Cheste, född den 10 maj 1809 i Peru, död den 1 november 1906, var en spansk general.
González de la Pezuela spelade en framstående roll mot slutet av Isabella II:s regering. Han var en ivrig romersk katolik och reaktionär politiker. Som generalkapten i Nya Kastilien 1867 begagnade han sig av belägringstillståndet för att med stränghet förfölja alla, som yttrat sig mot religionen, drottningen eller armén. Som generalkapten i Madrid, från april 1868, understödde han kraftigt González Bravos ministär; men sedan Isabella, som förgäves erbjudit honom att bilda ett nytt kabinett, blivit förjagad, erkände han revolutionsregeringen. Denna misstänkte dock González de la Pezuela och förvisade honom ur Spanien, men han återvände, sedan lugnare förhållanden inträtt. Från 1875 var han direktör för spanska akademien. González de la Pezuela översatte i trogen och elegant form Dantes, Tassos, Ariostos och Camões klassiska verk samt lämnade åtskilliga bidrag till spanska akademiens handlingar.